# عارف غفوری
عارف غفوری؛ (زادهٔ ۱۷ دسامبر ۱۹۸۹) یک شعبده باز ایرانی است. وی متولد ۱۳۶۸/٠۹/۲۷ در شهر ارومیه است. وی یکی از برندگان جایزه مرلین است. عارف غفوری به جهت تحصیل در یکی از دانشگاه‌های ترکیه به این کشور عزیمت کرده و در حال حاضر شهروند این کشور است. عارف با شرکت در برنامه مشهور تلویزیونی استعدادهای درخشان ترکیه yetenek sizsiniz türkiye  و نمایش استعدادهای خود در این برنامه نفر دوم شد. همچنین عارف غفوری با نمایش‌های حیرت انگیز خود در طول این برنامه تلویزیونی رکورد  پربیننده‌ترین برنامه تلویزیونی تاریخ ترکیه را از آن خود کرد. عارف غفوری همچنین در سطح بین‌المللی نیز موفق به دریافت جایزه بزرگ مرلین شد و نام خود را در انجمن جادوگران مرلین به عنوان چهره برتر در کنار  کریس انجل و دیوید کاپرفیلد به ثبت رسانید.همچنین عارف غفوری خود را حامی حیوانات دانسته و از سازمان حمایت از حیوانات مورد تحسین قرار گرفته و نشان دوستدار حیوانات به او تعلق گرفته است.
او یک ترک(آذربایجان) است.